# جائزة جنوب إفريقيا الكبرى 1970
جائزة جنوب أفريقيا الكبرى 1970 هو سباق فورمولا 1 أقيم بتاريخ 7 مارس 1970 في خاوتينغ، جنوب أفريقيا. كان الأول من أصل 13 في بطولة العالم لسباقات الفورمولا واحد موسم 1970. حلّ الأسترالي جاك برابهام أولا بينما جاء النيوزلندي ديني هولم في المركز الثاني وحصل على المركز الثالث البريطاني جاكي ستيورات.